# Glechoma
Glechoma is een geslacht van circa twaalf soorten uit de lipbloemenfamilie (Lamiaceae).
De stengels wortelen op de knopen en vormen vaak bodembedekkende tapijten. De bladeren zijn vaak grof getand en zacht behaard.
De recht opstijgende stengels dragen de kleine, buisvormige bloemen in paren in de bladoksels.
Het geslacht komt van nature voor in Europa en Azië.
Het geslacht is nauw verwant aan de geslachten Nepeta, Stachys en Prunella.

## Soorten[1]
The Plant List kent de volgende geaccepteerde soorten:
- Glechoma biondiana (Diels) C.Y.Wu & C.Chen
- Glechoma grandis (A.Gray) Kuprian.
- Glechoma hederacea L. - Hondsdraf
- Glechoma hirsuta Waldst. & Kit.
- Glechoma longituba (Nakai) Kuprian.
- Glechoma × pannonica Borbás
- Glechoma sardoa (Bég.) Bég.
- Glechoma sinograndis C.Y.Wu

## Cultuur
In de tuin geven de planten de voorkeur aan volle zon of halfschaduw. Half voedzame grond, vochtig maar met goede afwatering.
Vermeerdering kan gebeuren door stekken en scheuren in voorjaar of herfst. De planten vormen een goede bodembedekker.